# Улугбек

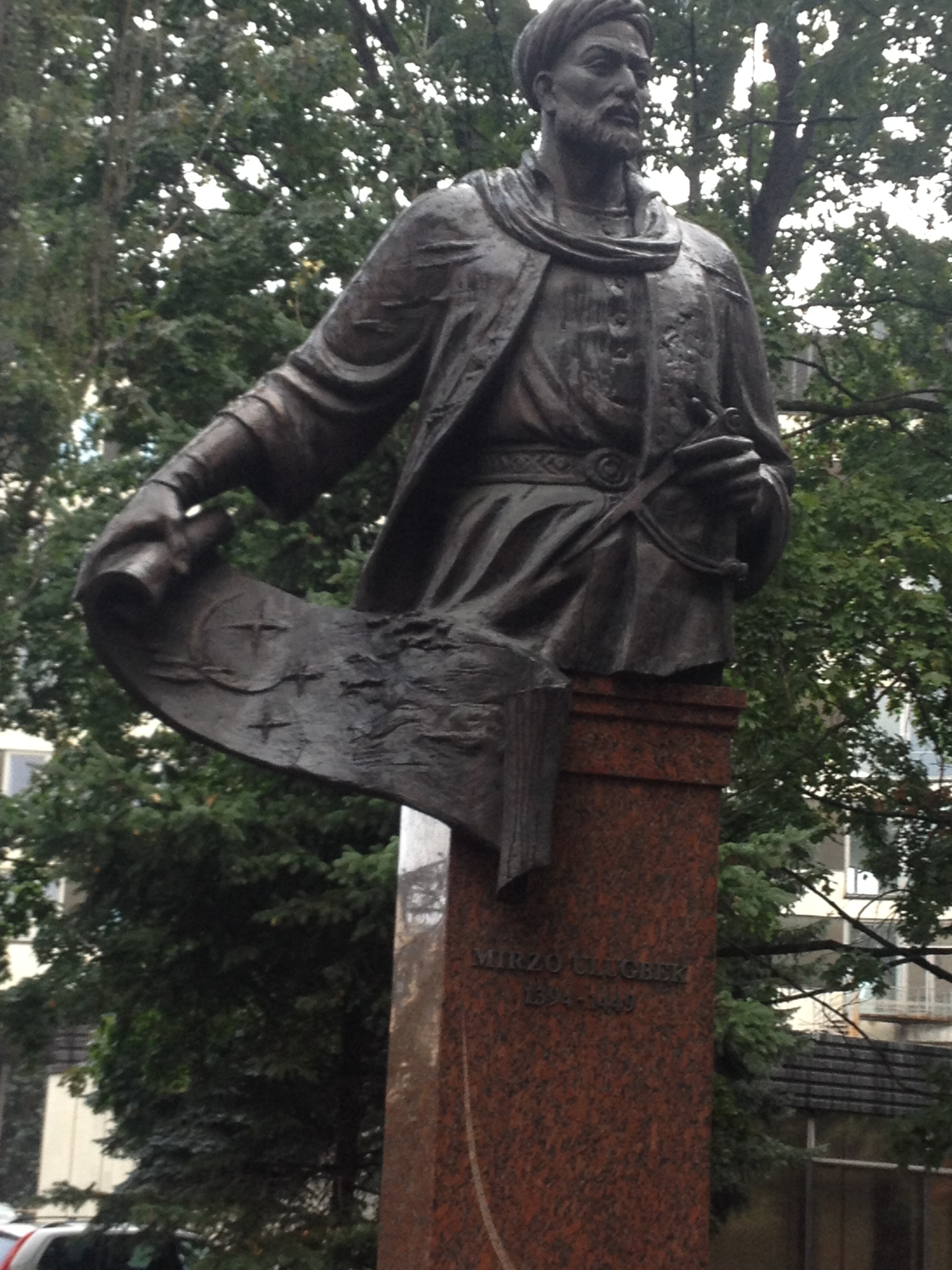
Улугбек

Улугбе́к Мухаммед Тарагай (Улуг Бег, 22 березня 1394 — 27 жовтня 1449) — узбецький астроном і математик, онук Тимура.

## Життєпис
1409 року був проголошений володарем Самарканда, а з 1447 року, після смерті батька Шахруха, — главою династії Тимуридів.
Улугбек створив у Самарканді медресе — вищу школу, запросив викладати у ній видатних учених, побудував астрономічну обсерваторію, що своїми розмірами і обладнанням перевершувала всі відомі обсерваторії Сходу.
У Самаркандській обсерваторії велась велика робота; тут складено т. зв. «Нові Гураганські таблиці», що містили виклад теоретичної астрономії і каталог 1018 зірок, визначених з великою для того часу точністю.
Улугбек розробив алгебраїчний метод, за яким створено майже точні тригонометричні таблиці.
Праці Улугбека стосуються також історії, поезії тощо.
Улугбека було по-зрадницькому вбито, а його обсерваторію зруйновано.
На честь науковця названо астероїд 2439 Улугбек.